# Lipogramma flavescens
Lipogramma flavescens Gilmore & Jones, 1988 è un piccolo pesce d'acqua salata appartenente alla famiglia Grammatidae.

## Descrizione
Di dimensioni molto ridotte (2 cm circa di lunghezza).

## Distribuzione e habitat
È distribuito in un'area delle Antille piuttosto vasta, in particolare attorno all'arcipelago di Cuba e all'isola di Hispaniola. È uno dei pesci di questa famiglia che suole vivere a profondità più elevate, anche se mai estreme (costantemente a poche centinaia di metri sotto la superficie marina).